# Nauendorf (Saalekreis)
Nauendorf  este o comună în Saxonia-Anhalt, Germania